# Chetogena tricholygoides
Chetogena tricholygoides là một loài ruồi trong họ Tachinidae.